# Mientes tan bien
«Mientes tan bien» es una canción de la agrupación mexicana-argentina Sin Bandera de su segundo álbum de estudio De viaje (2003). Esta canción se publicó el 25 de agosto de 2003 a través de Sony Music y es otra de las más exitosas del álbum.
También ha estado dentro de los discos de grandes éxitos de ellos y en vivo de todas sus presentaciones.

## Lista de canciones

### CD - Promo[7]
| Mientes tan bien — Single |                    |          |  |
| N.º                       | Título             | Duración |  |
| 1.                        | «Mientes tan bien» | 3:52     |  |

## Posiciones en las listas (2002)
| Listas (2003)                              | Posición |
| ------------------------------------------ | -------- |
| Estados Unidos Billboard Hot Latin Tracks  | 3        |
| Estados Unidos Billboard Latin Pop Airplay | 8        |